# Ерас, Йосип
Йосип Ерас (серб. Јосип Јерас, словен. Josip Jeras; 21 февраля 1891, Любляна — 1967, там же) — югославский словенский политик, деятель образования и просвещения.

## Биография
Родился в 1891 году в Любляне. Состоял в обществе «Препород», изучал философию в Бордо. Добровольцем служил в сербской армии в Первой мировой войне, после войны работал преподавателем средней школы в Любляне и председателем организации ветеранов Первой мировой в Словении.
На фронте Народно-освободительной войны Югославии с 1941 года, член верховного пленума Освободительного фронта Словении и руководитель Исполнительного комитета. Член Президиума Антифашистского вече народного освобождения Югославии.
В послевоенные годы депутат Скупщины Словении, главного комитета Социалистического союза трудового народа Словении, председатель Комитета Красного Креста в Словении и член Комитета Красного Креста Югославии. Скончался в 1967 году.
Награждён Албанской памятной медалью, сербской памятной медалью 1914—1918 годов и югославским орденом Братства и единства (золотая и серебряная звёзды). Автор мемуаров о Первой мировой войне «Гора смерти» (изданы в Любляне в 1929 году).

## Труды
- „Планина смрти“ (Љубљана, 1929).